# Ернст Любич
Ернст Любич (на английски: Ernst Lubitsch (/ˈluːbɪtʃ/)) е германско-американски режисьор, продуцент, писател и актьор. 

## Биография
Ернст Любич е роден на 29 януари 1892 година в Берлин, Германия.  Син и на Симон Любич шивач, и Анна (родена Линденщат). Семейството му е ашкеназки евреи, баща му е роден в Гродно в Руската империя (сега Беларус), а майка му е от Врицен край Берлин. Той обръща гръб на шивашкия бизнес на баща си, за да влезе в театъра и до 1911 г. е член на „Дойче театър“ на Макс Райнхард.

### Кариера
Ернст Любич дебютира в киното като актьор през 1913 г., а през 1914 г. като режисьор. През 1918 г. започва сътрудничеството му с Пола Негри и Емил Янингс. До 1922 г. той прави редица филми в Германия, които имат голям успех сред немската публика „Мадам Дюбари“, „Принцесата на стридите“, „Жената на фараона“ и „Пламъкът“.
През декември 1922 г. заедно с Пола Негри заминава за Холивуд, където режисира филма „Розита” с Мери Пикфорд. Филмът не се изплаща и Любич е принуден да започне да поставя така наречените салонни комедии по модела на филмите на Сесил Демил. Филмът „Брачният кръг“ донася на Любич първия успех. Следващите филми създават репутацията му в Холивуд. Постоянният сценарист на Любич е Ханс Крали, който идва от Германия.
Неговите градски комедии на нравите му дават репутацията на най-елегантния и изтънчен режисьор на Холивуд, с нарастването на престижа му, филмите му са популяризирани като притежаващи „докосването на Любич“. Сред най-известните му творби са „Проблем в рая“ (1932), „Дизайн за живеене“ (1933), „Ниночка“ (1939), „Магазинът зад ъгъла“ (1940), „Да бъдеш или да не бъдеш“ (1942) и „Раят може да почака“ (1943).
Той е номиниран три пъти за „Оскар“ за най-добър режисьор за „Патриотът“ (1928), „Парадът на любовта“ (1929) и „Раят може да почака“ (1943). През 1946 г. той получава почетна награда на Академията за изключителния си принос към изкуството на филма.
Наградата „Ернст Любич“, немска награда за комедия, е създадена през 1958 г. в опит на Били Уайлдър да запази паметта на приятеля си жива. 

### Смърт
Ернст Любич почива от сърдечен удар на 30 ноември 1947 г. в Холивуд на 55-годишна възраст.  Последният му филм „Тази дама в хермелин“ с Бети Грейбъл е завършен от Ото Преминджър и е пуснат посмъртно през 1948 г.
Когато си тръгва от погребението на Любич, Уилям Уайлър казва „Няма повече Любич“. Били Уайлдър отговаря „По-лошо от това. Няма повече филми на Любич.“  Любич е погребан в мемориалния парк Форест Лоун. На 8 февруари 1960 г. Любич получава звезда на Холивудската алея на славата за приноса си към киноиндустрията, на 7040 Hollywood Blvd., Холивуд. 
Алфред Хичкок го нарича „Човек на киното в най-чистата му форма“, Франсоа Трюфо - „Принц“, Орсън Уелс - „Гигант“. Жан Реноар го нарече „Човекът, който изобрети Холивуд“. .

## Избрана филмография
| Година | Филм                     | Оригинално заглавие        |
| ------ | ------------------------ | -------------------------- |
| 1939   | Ниночка                  | Ninotchka                  |
| 1940   | Магазинът зад ъгъла      | The Shop Around the Corner |
| 1942   | Да бъдеш или да не бъдеш | To Be or Not to Be         |